# SD Huesca
Sociedad Deportiva Huesca, S.A.D., là một câu lạc bộ bóng đá Tây Ban Nha thành lập vào ngày 29 tháng 3 năm 1960 tại Huesca, Parque Goya III, khu tự trị Aragon. Đội đang thi đấu tại Segunda División. Trong lịch sử, đội đã từng chơi ở La Liga 2 lần vào các mùa giải 2018-19, 2020-21. SD Huesca thường chơi các trận sân nhà trên sân vận động El Alcorral.

## Cầu thủ

### Đội hình hiện tại
Tính đến ngày 30/1/2024
Ghi chú: Quốc kỳ chỉ đội tuyển quốc gia được xác định rõ trong điều lệ tư cách FIFA. Các cầu thủ có thể giữ hơn một quốc tịch ngoài FIFA.
| Số | VT | Quốc gia    | Cầu thủ                         |
| -- | -- | ----------- | ------------------------------- |
| 1  | TM | Tây Ban Nha | Álvaro Fernández                |
| 2  | HV | Tây Ban Nha | Carlos Gutiérrez                |
| 3  | HV | Tây Ban Nha | Iván Martos                     |
| 4  | HV | Tây Ban Nha | Rubén Pulido                    |
| 5  | HV | Tây Ban Nha | Miguel Loureiro                 |
| 6  | TV | Tây Ban Nha | Javi Mier                       |
| 7  | TV | Tây Ban Nha | Gerard Valentín                 |
| 8  | TV | Tây Ban Nha | Javi Martínez (mượn từ Osasuna) |
| 9  | TV | Tây Ban Nha | Hugo Vallejo                    |
| 10 | TV | Nhật Bản    | Kento Hashimoto                 |
| 11 | TV | Tây Ban Nha | Joaquín Muñoz                   |
| 12 | HV | Tây Ban Nha | Juanjo Nieto                    |

| Số | VT | Quốc gia        | Cầu thủ                            |
| -- | -- | --------------- | ---------------------------------- |
| 13 | TM | Tây Ban Nha     | Juan Pérez                         |
| 14 | HV | Tây Ban Nha     | Jorge Pulido (đội trưởng)          |
| 15 | HV | Pháp            | Jérémy Blasco                      |
| 16 | TĐ | Venezuela       | Jovanny Bolívar (mượn từ Albacete) |
| 17 | TV | Pháp            | Enzo Lombardo                      |
| 18 | TĐ | Tây Ban Nha     | Rafa Tresaco                       |
| 20 | HV | Tây Ban Nha     | Ignasi Vilarrasa                   |
| 21 | TĐ | Tây Ban Nha     | Elady Zorrilla (mượn từ Tenerife)  |
| 22 | TV | Tây Ban Nha     | Iker Kortajarena                   |
| 23 | TV | Tây Ban Nha     | Óscar Sielva                       |
| 24 | TĐ | Ghana           | Samuel Obeng (mượn từ Oviedo)      |
| 26 | TV | Guinea Xích Đạo | Álex Balboa (mượn từ Alavés)       |

### Đội dự bị
Ghi chú: Quốc kỳ chỉ đội tuyển quốc gia được xác định rõ trong điều lệ tư cách FIFA. Các cầu thủ có thể giữ hơn một quốc tịch ngoài FIFA.
| Số | VT | Quốc gia    | Cầu thủ           |
| -- | -- | ----------- | ----------------- |
| 30 | TM | Tây Ban Nha | Miguel Ángel Sanz |
| 31 | TV | Tây Ban Nha | David García      |

### Cho mượn
Ghi chú: Quốc kỳ chỉ đội tuyển quốc gia được xác định rõ trong điều lệ tư cách FIFA. Các cầu thủ có thể giữ hơn một quốc tịch ngoài FIFA.
| Số | VT | Quốc gia | Cầu thủ |
| -- | -- | -------- | ------- |

## Huấn luyện viên trong lịch sử
| - José Luis García Traid (1969–70) - Luis Costa (1977–78), (1982) - Manolo Villanova (1991–92) - Juanjo Díaz (1995–96) - Manuel García Calderón (1996–97) - Ismael Díaz (2002) - Fabri (2004) - Juan Antonio Anquela (2005) - Miguel Ángel Sola (2005–06) - Manolo Villanova (2006–08) - Enrique Llena (2007–08) - Onésimo Sánchez (2008) - Antonio Calderón (2008–10) - Onésimo Sánchez (2010–11) - Ángel Royo (2011) - Quique Hernández (2011–12) | - Fabri (2012) - Ángel Royo (tạm quyền) (2012) - Antonio Calderón (2012–13) - Jorge D'Alessandro (2013) - Pablo Alfaro (2013) - David Amaral (2013–14) - Luis Tevenet (2014–15) - Juan Antonio Anquela (2015–17) - Rubi (2017–18) - Leo Franco (2018) - Francisco (2018–19) - Míchel (2019–21) - Pacheta (2021) - Ignacio Ambríz (2021) - Xisco Muñoz (2021–22) - José Ángel Ziganda (2022–) |